# Омчино
Омчино — озеро в Лужском районе Ленинградской области. Находится на северо-западной окраине города Луга. Высота над уровнем моря — 43,1 м.
Озеро протокой делится на 2 водоёма: само Омчино (его южная часть) и так называемое Штоллевское озеро (удерживаемое плотиной, через которую протекает речка Обла).
Озеро — популярное место отдыха и туризма горожан и гостей города.
Вдоль восточной части озера расположены санатории.
Место проведения популярного байк-рок фестиваля «Штолль»